# Karl Gottlieb Schweikart
Karl Gottlieb Schweikart (ur. 28 lutego 1772 w Ludwigsburgu, Księstwo Wirtembergii; zm. 29 lipca 1855 w Tarnopolu, Galicja) – portrecista wirtemberski działający w austriackiej Galicji. Był ojcem śpiewaczki Wilhelminy Skibińskiej. 

## Życie
Schweikart zajął się malarstwem w młodym wieku, przerwawszy naukę w szkole uczył się rysowania i malowania. Studiował w latach 1787–1792 w Stuttgarcie, Karlsruhe i Strasburgu. Od 1795 kontynuował studia w Wiedeńskiej Akademii Sztuki. Po jej ukończeniu, w 1800 r. wyjechał do Pragi, a w 1802 r. do Galicji, gdzie następnie osiadł. W 1807 r. podjął dalsze podróże: do Moskwy, na Węgry i na Bukowinę.
Twórczość Schweikarta stanowi reprezentatywny przekrój mieszkańców Lwowa. Malował portrety starej polskiej szlachty (J. Batowskiego, B. Tretera, K. Zamoyskiego, J. Dzieduszyckiego), licznych oficerów austriackich, mieszczaństwa, a także zdobywającej wpływy burżuazji. Wśród jego prac znajduje się także portret Franza Xavera Mozarta.
W latach 1810–1830 był jednym z najbardziej znanych portrecistów w Galicji. Do jego uczniów należeli m.in. Antoni Laub i Korneli Szlegel. Jego portrety znajdują się między innymi w zbiorach muzeów narodowych w Krakowie i w Warszawie.

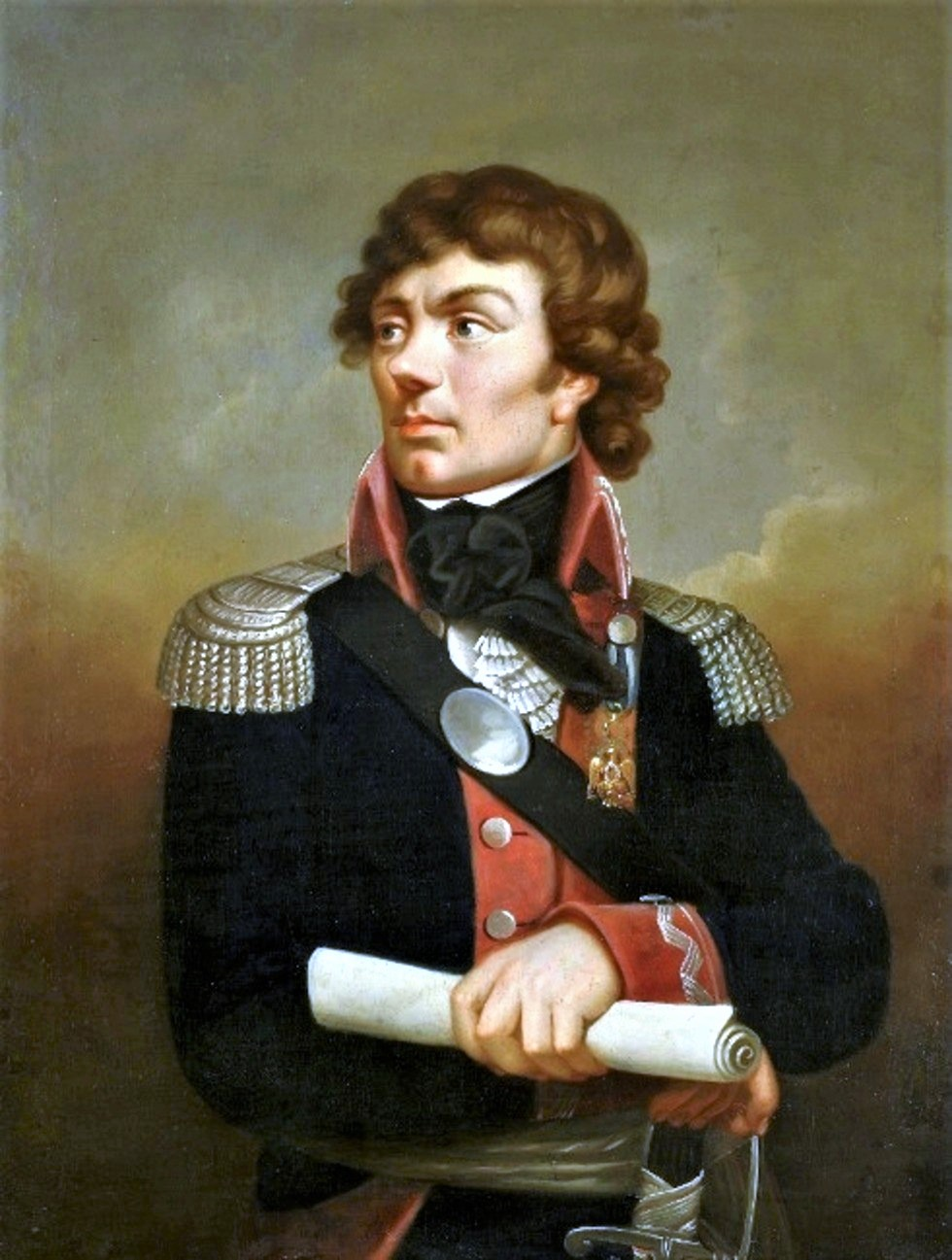
Tadeusz Kościuszko
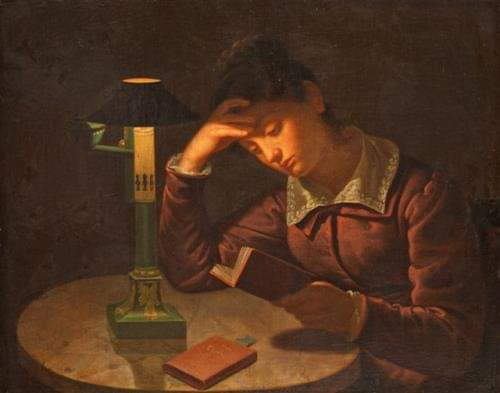
córka Wilhelmina Skibińska
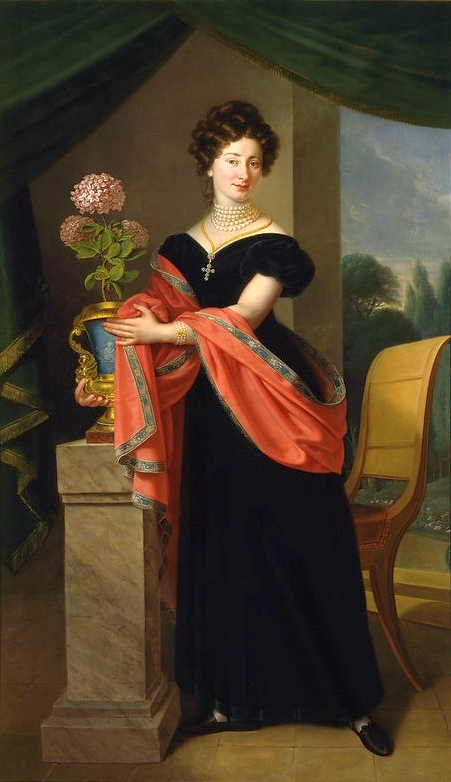
Zofia Jabłonowska
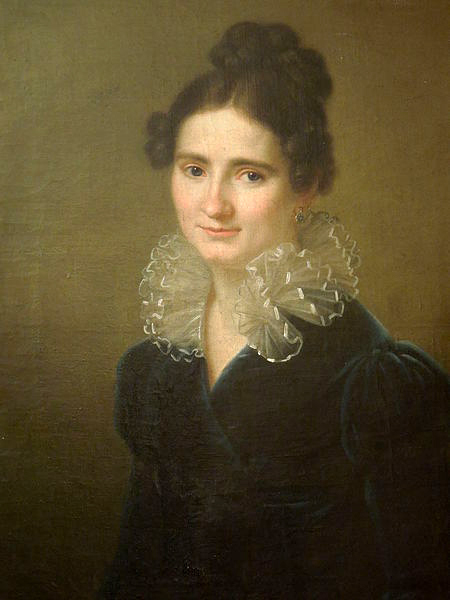
Antonina Jaśkiewiczowa
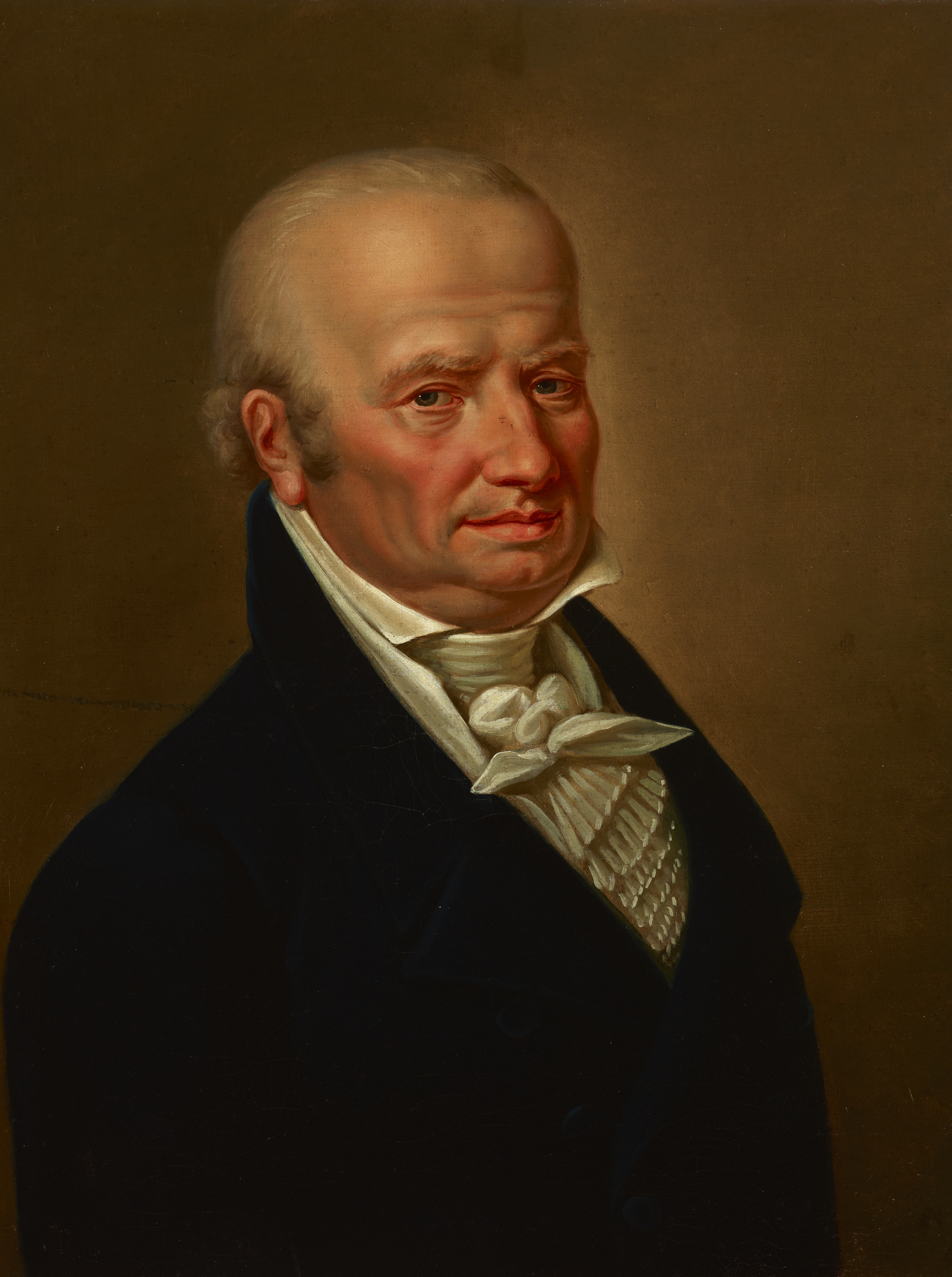
Johann Hausner